# 臥虎藏龍 (電影)
《臥虎藏龍》（英語：Crouching Tiger, Hidden Dragon）是一部由两岸三地與美國合拍的2000年華語武俠電影，由李安執導，袁和平任動作指導，改編自王度廬1941至42年武俠小說《臥虎藏龍》，由周潤發、楊紫瓊、章子怡、張震等擔任主演，影片獲第73屆奧斯卡最佳外語片獎以及第37屆金馬獎最佳劇情片，並入圍第73屆奧斯卡最佳改編劇本獎。

## 概述
改編自王度廬1941至42年武俠小說《臥虎藏龍》。電影故事描述青冥劍帶出江湖的恩怨情仇，其中更穿插著俠義的存在，除了彰顯出中國武術的博大精深，亦添加江湖兒女的愛戀情懷。整個舞臺在安徽省黃山市黟縣宏村取景，攝取中國傳統建築及天然景色，搭配氣勢磅礴的武打動作，將武俠世界的無窮想像轉化為真實畫面。

## 劇情大綱
|                     | 每個人心中都有一把青冥劍。 |
| ——李安—引自宣傳發言 |                            |

江湖上地位顯赫的武當大俠李慕白，因為想引退，而託付鏢師俞秀蓮將自己的名劍青冥劍轉交給京城的貝勒爺保管。李慕白與俞秀蓮之間有情愫，但因往事而只能以禮相待。兩人結識了即將成婚的玉家千金玉嬌龍，玉嬌龍生性活潑，對俞秀蓮的女俠身份頗為嚮往。深夜，一名黑衣人潛入王爺府竊取青冥劍，俞秀蓮緊追而上，但未能將之逮捕。
隔天，有消息稱通緝犯碧眼狐狸隱身在玉府，此人也是殺死李慕白師父的人。玉爺府護衛劉泰保及陝甘總捕頭蔡九一同追捕碧眼狐狸，與對方約在黃土崗夜裡決戰。蔡九在戰鬥中被殺，李慕白趕到現場，並與顯然是碧眼狐狸徒弟的黑衣人交手，看出對方的武功屬武當一派，但不正統。
碧眼狐狸顯然藏匿於玉家，但俞秀蓮希望低調調查，邀請玉嬌龍來作客。隔晚，黑衣人前來還劍，李慕白與之交手，雖奪回青冥劍，但未能說服對方棄暗投明。黑衣人回到玉府後露出真身——就是玉嬌龍，而碧眼狐狸便是照顧她的高師娘。玉嬌龍自十歲起向高師娘學習偷來的武當武術，由於天賦異稟，如今武功早已超越高師娘。高師娘在玉嬌龍的要求下離開玉府，不久後一名年輕男子羅小虎潛入了玉嬌龍的臥房。在閃回片段中，數年前玉嬌龍在旅經新疆沙漠時車隊被劫，與盜賊首領羅小虎譜出一段戀情。然而玉嬌龍最後決定回去與家人團聚，羅小虎則誓言會力求上進以與她共度人生。
如今玉嬌龍即將嫁入豪門，羅小虎闖入喜轎行列，經李慕白和俞秀蓮盤問後道出了事情經過。玉嬌龍最後逃婚並偷走青冥劍，穿著男裝行走江湖。李慕白打算將她帶到武當山上，便要求羅小虎先前往武當山。玉嬌龍遇到江湖中人毫不客氣，激發了多場打鬥，但皆輕鬆獲勝。到最後她漸漸受不了這種生活，便到鏢局找俞秀蓮。玉嬌龍本來頗為愉快，但不滿俞秀蓮勸她成婚而翻臉。俞秀蓮則從玉嬌龍第一次偷劍便一直為她隱瞞、再也受不了玉嬌龍的任性，兩人拔出武器開始對打。俞秀蓮最後制住了玉嬌龍，不願下手傷她，可是玉嬌龍毫無節制，用青冥劍傷了俞秀蓮。
李慕白趕到現場制止玉嬌龍，並追著她直至竹林。兩人在竹林的竹子上交手，最後停在湍急的河邊。李慕白試著開導玉嬌龍，但玉嬌龍不願拜他為師，李慕白便把青冥劍扔下瀑布。玉嬌龍縱身一躍去撿劍，最後溺水，被碧眼狐狸帶走。李慕白、俞秀蓮和劉泰保循跡追到一處廢棄作坊，李慕白發現玉嬌龍被碧眼狐狸下毒，便用武功幫她治療。碧眼狐狸趁李慕白照顧玉嬌龍發動偷襲，射出大量毒針，李慕白雖擋下多數，但仍中針。碧眼狐狸被彈回的針刺中，不久身亡。
李慕白運用內力勉強抵抗毒藥，俞秀蓮命人奔走以調配解藥。但是李慕白寧可用最後一口氣向俞秀蓮道出真心，兩人相吻後李慕白身亡。之後，玉嬌龍來到了武當山，見到了羅小虎，兩人一夜纏綿。隔天，羅小虎在外頭見到了玉嬌龍，玉嬌龍向他說「許個願吧，小虎」後，照著他在新疆告訴過她的傳說，往懸崖縱身一跳。

## 演員
| 角色     | 演員        | 粵語配音 | 備註                                                         |
| -------- | ----------- | -------- | ------------------------------------------------------------ |
| 李慕白   | 周潤發      | 廖啟智   | 武當大俠，憑絕學九霄真經打遍天下無敵手，俞秀蓮的愛慕的對象。 |
| 俞秀蓮   | 楊紫瓊      | 陳安瑩   | 鏢師，愛慕李慕白。                                           |
| 玉嬌龍   | 章子怡      | 羅慧娟   | 玉家的千金，碧眼狐狸的徒弟。                                 |
| 羅小虎   | 張震        |          | 新疆草原上的獵人/盜匪，對玉嬌龍一見鍾情。                    |
| 碧眼狐狸 | 鄭佩佩      | 鮑起靜   | 李慕白的仇人，玉嬌龍的師傅。                                 |
| 貝勒爺   | 郎雄        |          | 青冥劍的保管者，與李、俞友好。                               |
| 玉大人   | 李法曾      |          |                                                              |
| 玉夫人   | 海燕        |          |                                                              |
| 劉泰保   | 高西安      |          |                                                              |
| 蔡九     | 王德明      |          |                                                              |
| 蔡香妹   | 李黎        | 曾月娥   |                                                              |
| 吳媽     | 黄素影      |          |                                                              |
| 德祿     | 張金庭      |          |                                                              |
| 繡香     | 楊蕊        |          |                                                              |
| 魯君佩   | 李凱        |          |                                                              |
| 魯君雄   | 馮建華      |          |                                                              |
| 焦大爺   | 杜振西      |          |                                                              |
| 鏢師     | 徐成林 林峰 |          |                                                              |
| 江湖甲   | 王文升      |          |                                                              |
| 江湖乙   | 宋東        |          |                                                              |
| 米大鏢   | 馬中軒      |          |                                                              |
| 飛刀常   | 李寶成      |          |                                                              |
| 法廣和尚 | 楊永德      |          |                                                              |
| 賣藝人   | 張少軍      |          |                                                              |
| 賣藝女   | 馬寧        |          |                                                              |
| 店小二   | 褚建民      |          |                                                              |
| 乞丐     | 董長生      |          |                                                              |
| 村姑     | 徐怡        |          |                                                              |
| 僕人     | 陳兵        |          |                                                              |
| 打更人   | 張少成      |          |                                                              |

## 獎項

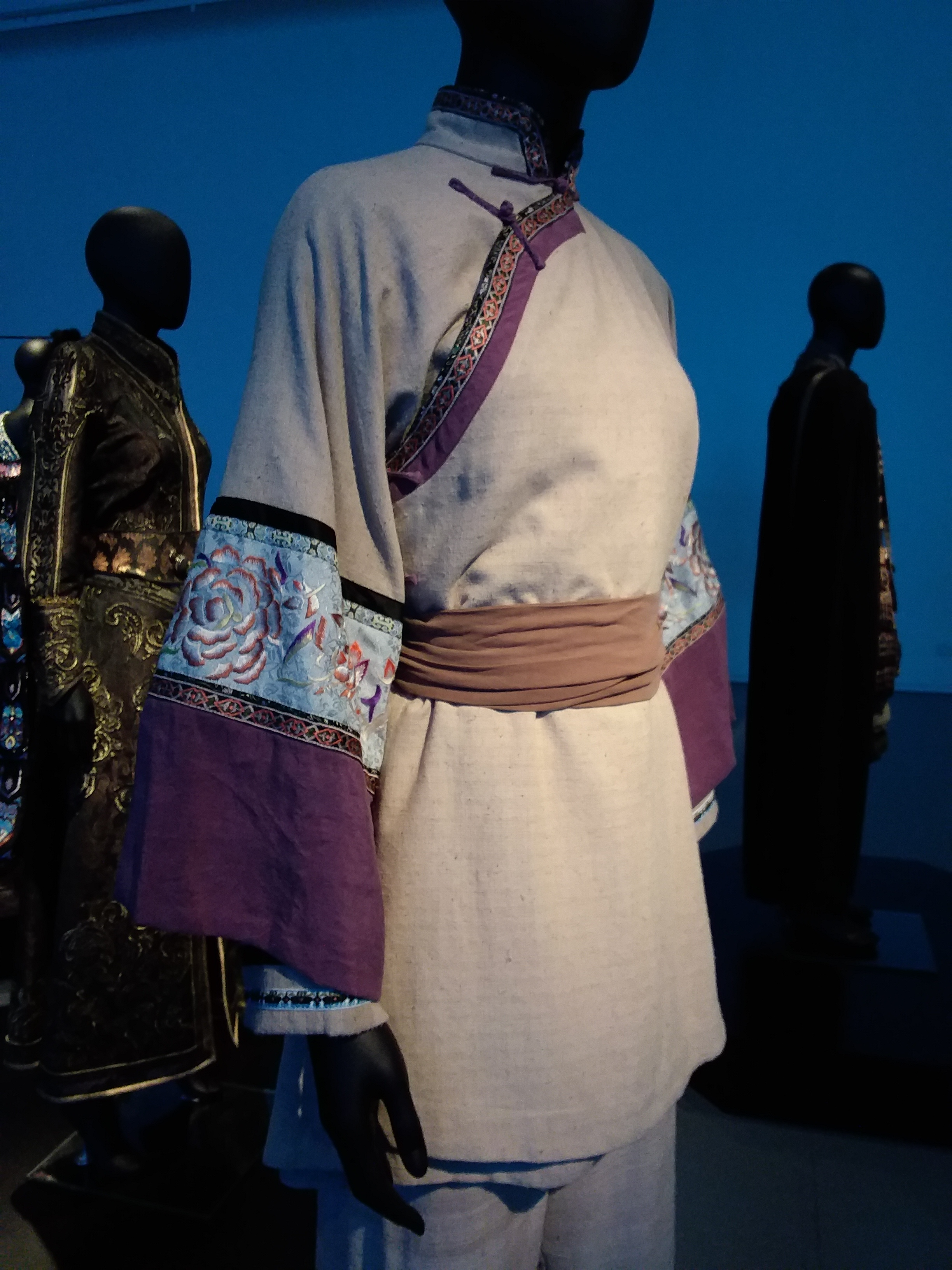
戲服

提名
| 頒獎典禮       | 獎項               | 名字                                          | 結果 |
| -------------- | ------------------ | --------------------------------------------- | ---- |
| 奧斯卡金像獎   | 最佳影片獎         |                                               | 提名 |
| 奧斯卡金像獎   | 最佳導演獎         | 李安                                          | 提名 |
| 奧斯卡金像獎   | 最佳改編劇本獎     | 王蕙玲、蔡國榮、詹姆斯·夏慕斯                 | 提名 |
| 奧斯卡金像獎   | 最佳電影歌曲獎     | 喬治卡蘭德禮、譚盾、詹姆斯·夏慕斯〈月光愛人〉 | 提名 |
| 奧斯卡金像獎   | 最佳剪輯獎         | 蒂姆·斯奎爾斯                                 | 提名 |
| 奧斯卡金像獎   | 最佳服裝設計       |                                               | 提名 |
| 金球獎         | 最佳電影配樂獎     | 譚盾                                          | 提名 |
| 金馬獎         | 最佳導演獎         | 李安                                          | 提名 |
| 金馬獎         | 最佳女主角獎       | 楊紫瓊、章子怡                                | 提名 |
| 金馬獎         | 最佳改編劇本獎     | 王蕙玲、蔡國榮、詹姆斯·夏慕斯                 | 提名 |
| 金馬獎         | 最佳攝影獎         | 鮑德熹                                        | 提名 |
| 金馬獎         | 最佳美術設計獎     | 葉錦添                                        | 提名 |
| 金馬獎         | 最佳造型設計獎     | 葉錦添                                        | 提名 |
| 香港電影金像獎 | 最佳編劇獎         | 王蕙玲、蔡國榮、詹姆斯·夏慕斯                 | 提名 |
| 香港電影金像獎 | 最佳男主角獎       | 周潤發                                        | 提名 |
| 香港電影金像獎 | 最佳女主角獎       | 楊紫瓊、章子怡                                | 提名 |
| 香港電影金像獎 | 最佳男配角獎       | 張震                                          | 提名 |
| 香港電影金像獎 | 最佳剪接獎         | 蒂姆·斯奎爾斯                                 | 提名 |
| 香港電影金像獎 | 最佳美術指導獎     | 葉錦添                                        | 提名 |
| 香港電影金像獎 | 最佳服裝造型設計獎 | 葉錦添                                        | 提名 |

獲獎
| 頒獎典禮               | 獎項               | 名字                 | 結果 |
| 奧斯卡金像獎           | 最佳外語片獎       |                      | 獲獎 |
| 奧斯卡金像獎           | 最佳攝影獎         | 鮑德熹               | 獲獎 |
| 奧斯卡金像獎           | 最佳藝術指導獎     | 葉錦添               | 獲獎 |
| 奧斯卡金像獎           | 最佳原創音樂獎     | 譚盾                 | 獲獎 |
| 金球獎                 | 最佳外語片獎       |                      | 獲獎 |
| 金球獎                 | 最佳導演獎         | 李安                 | 獲獎 |
| 金馬獎                 | 最佳劇情片獎       |                      | 獲獎 |
| 金馬獎                 | 最佳視覺特效獎     | 利奧·羅、羅布·霍奇森 | 獲獎 |
| 金馬獎                 | 最佳動作指導獎     | 袁和平               | 獲獎 |
| 金馬獎                 | 最佳電影音樂獎     | 譚盾                 | 獲獎 |
| 金馬獎                 | 最佳剪輯獎         | 蒂姆·斯奎爾斯        | 獲獎 |
| 金馬獎                 | 最佳音效獎         | 尤金·吉爾蒂          | 獲獎 |
| 香港電影金像獎         | 最佳電影獎         |                      | 獲獎 |
| 香港電影金像獎         | 最佳導演獎         | 李安                 | 獲獎 |
| 香港電影金像獎         | 最佳女配角獎       | 鄭佩佩               | 獲獎 |
| 香港電影金像獎         | 最佳攝影獎         | 鮑德熹               | 獲獎 |
| 香港電影金像獎         | 最佳動作設計獎     | 袁和平               | 獲獎 |
| 香港電影金像獎         | 最佳原創音樂獎     | 譚盾                 | 獲獎 |
| 香港電影金像獎         | 最佳原創電影歌曲獎 | 李玟〈月光愛人〉     | 獲獎 |
| 香港電影金像獎         | 最佳音響效果獎     | 尤金·吉爾蒂          | 獲獎 |
| 香港電影金像獎         | 專業精神獎         | 袁和平               | 獲獎 |
| 香港電影金紫荊獎       | 最佳電影獎         |                      | 獲獎 |
| 香港電影金紫荊獎       | 最佳導演獎         | 李安                 | 獲獎 |
| 香港電影金紫荊獎       | 最佳女配角獎       | 章子怡               | 獲獎 |
| 香港電影金紫荊獎       | 年度十大華語片     |                      | 獲獎 |
| 香港電影評論學會大獎   | 推薦電影           |                      | 獲獎 |
| 葛萊美獎               | 最佳電影配樂       | 譚盾                 | 獲獎 |
| 亞美影視獎             | 最佳好萊塢電影獎   |                      | 獲獎 |
| 亞美影視獎             | 最佳男演員獎       | 周潤發               | 獲獎 |
| 亞美影視獎             | 最佳女演員獎       | 楊紫瓊               | 獲獎 |
| 美國獨立精神製片獎     | 最佳影片獎         |                      | 獲獎 |
| 美國獨立精神製片獎     | 最佳導演獎         | 李安                 | 獲獎 |
| 美國獨立精神製片獎     | 最佳女配角獎       | 章子怡               | 獲獎 |
| 倫敦影評人協會         | 最佳外語片獎       |                      | 獲獎 |
| 洛杉磯影評人協會       | 最佳影片獎         |                      | 獲獎 |
| 洛杉磯影評人協會       | 最佳攝影獎         | 鮑德熹               | 獲獎 |
| 洛杉磯影評人協會       | 最佳配樂獎         | 譚盾                 | 獲獎 |
| MTV電影獎              | 最佳武打獎         | 章子怡               | 獲獎 |
| 美國國家影評人協會     | 最佳外語片獎       |                      | 獲獎 |
| 紐約影評人協會         | 最佳攝影獎         | 鮑德熹               | 獲獎 |
| 線上影評人協會         | 最佳外語片獎       |                      | 獲獎 |
| 線上影評人協會         | 最佳攝影獎         | 鮑德熹               | 獲獎 |
| 全美衛星獎             | 最佳外語片獎       |                      | 獲獎 |
| 美國東南影評人協會     | 最佳外語片獎       |                      | 獲獎 |
| 加拿大多倫多影評人協會 | 最佳外語片獎       |                      | 獲獎 |
| 加拿大多倫多影評人協會 | 最佳女配角獎       | 章子怡               | 獲獎 |
| 星雲獎                 | 最佳劇本           |                      | 獲獎 |
| 雨果獎                 | 最佳戲劇表現       |                      | 獲獎 |
| 英國電影學院獎         | 最佳外語片獎       |                      | 獲獎 |
| 英國電影學院獎         | 最佳導演獎         | 李安                 | 獲獎 |
| 美國導演工會獎         | 最佳電影導演獎     | 李安                 | 獲獎 |

## 軼事
美國哥倫比亞影業跟李安與徐立功所簽訂的合約之中，約定將會投資600萬美金拍攝影片，但規定回收金額須達六倍以上，雙方才會開始分紅。
起初玉娇龙角色原定不是章子怡饰演，而舒淇在当时港台媒体舆论呼声较大，一度被认为角逐选角热门人选，但最终因家庭经济因素要拍摄多部电影被迫放弃，结果这角色落入章子怡手中。章子怡受信用卡國際組織VISA的邀請下，拍攝一段相仿於影片武打片段的電視廣告，其廣告反應表現不俗。

## 反響

### 專業評價
卧虎藏龙在西方世界獲得了很多好评与奖项。在烂番茄網站中的169个评论裡有98%的正面评价。同时，Metacritic网站中的32个评价裡，这部电影得到了94的高分。这部电影在西方世界引领了中国武侠电影的潮流。

### 反向文化传播[12]
卧虎藏龙是反向文化传播的一个例子，它向好莱坞主宰的电影市场发起了挑战。卧虎藏龙是一个全球化的产物，它说明了电影市场不仅仅再是西方电影流动去不同国家。一个多方向可流动的电影市场可以使卧虎藏龙这样的东方电影成功传向西方市场。

## 取景地
- 安徽：宏村，南屏村
- 浙江：安吉
- 河北：石家庄苍岩山
- 新疆：克拉瑪依魔鬼城

## 電影配樂
- 大提琴独奏：马友友

## 主題曲
| 主題曲 | 曲名               | 作詞          | 作曲              | 主唱 |
| ------ | ------------------ | ------------- | ----------------- | ---- |
| 英文版 | A Love Before Time | James Schamus | Jorge Calandrelli | 李玟 |
| 中文版 | 月光愛人           | 易家揚        | Jorge Calandrelli | 李玟 |

## 外部連結
- 香港影庫上《臥虎藏龍》的資料（繁體中文）
- 開眼電影網上《臥虎藏龍》的資料（繁體中文）
- 豆瓣电影上《臥虎藏龍》的資料 （简体中文）
- 时光网上《臥虎藏龍》的資料（简体中文）
- AllMovie上《臥虎藏龍》的资料（英文）
- Metacritic上《臥虎藏龍》的資料（英文）
- Box Office Mojo上《臥虎藏龍》的資料（英文）
- 爛番茄上《臥虎藏龍》的資料（英文）
- 互联网电影数据库（IMDb）上《臥虎藏龍》的资料（英文）
- 從《臥虎藏龍》看國際合製路線的迷思 2004年1月6日，台灣電影網
- 華語電影參加國際影展得獎紀錄、重要回顧展 1982-2003 2007年9月12日，台灣電影資料庫
- 鲁晓鹏：〈卧虎·藏龙·娇娃——好莱坞、台湾、香港和跨国电影 （页面存档备份，存于）〉